# Wilhelm Gfrörer
Wilhelm Gfrörer (* 18. Dezember 1925 in Sindelfingen; † 26. Mai 1994 in Tübingen) war ein deutscher Verwaltungsjurist und Kommunalpolitiker.

## Werdegang
Gfrörer studierte von 1948 bis 1952 Rechtswissenschaften und absolvierte zwischen 1953 und 1956 eine dreijährige Ausbildung für den höheren Verwaltungsdienst. 1954 promovierte er an der Universität Tübingen im Fach Rechtswissenschaft mit einer Arbeit über "Das Asyl in diplomatischen Gebäuden". 
Von 1956 bis 1958 war er Assessor am Landratsamt Calw, von 1959 bis 1961 Regierungsrat im Regierungspräsidium Tübingen. 1961 kam er als Erster Landesbeamter an das Landratsamt Mergentheim und war nach der Kreisgebietsreform kommissarischer Erster Landesbeamter des neu geschaffenen Tauberkreises.
Von 1973 bis 1989 war er Landrat des Landkreises Tübingen.

## Ehrungen
- 1985: Verdienstkreuz am Bande der Bundesrepublik Deutschland
- 1989: Verdienstkreuz 1. Klasse der Bundesrepublik Deutschland